# 863. grenadirski polk (Wehrmacht)
863. grenadirski polk (izvirno nemško 863. Grenadier-Regiment; kratica 863. GR) je bil pehotni polk Heera v času druge svetovne vojne.

## Zgodovina
Polk je bil ustanovljen 6. novembra 1942 za potrebe 348. pehotne divizije.
Pozneje je bil preimenovan v 863. trdnjavski grenadirski polk. 
Avgusta 1944 je bil polk uničen v bitki za Normandijo.